# Culinária do Sudão

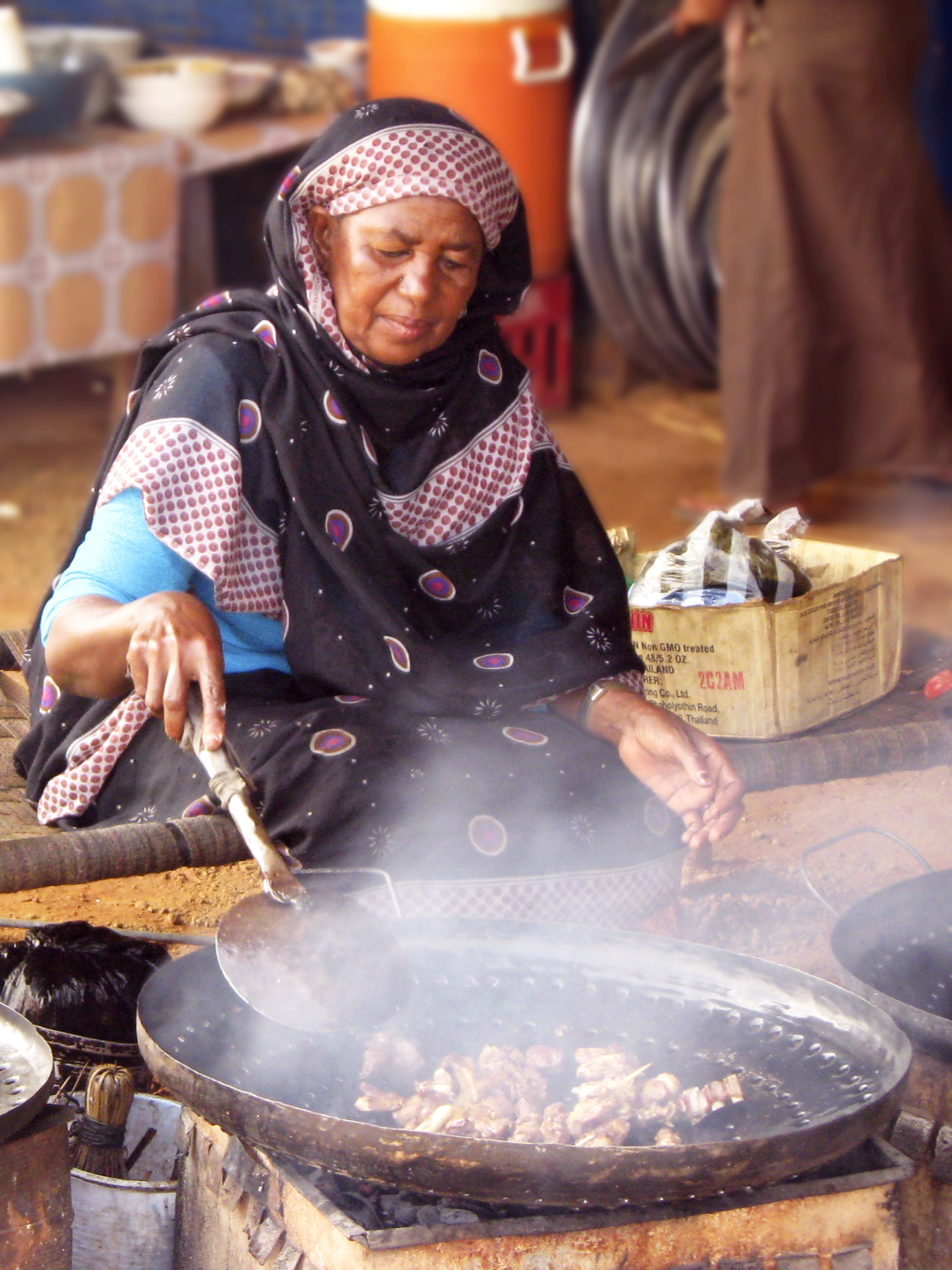
Mulher sudanesa prepara uma refeição

A culinária sudanesa varia bastante conforme a região do país.

## Pratos
Tem pratos como testículos de boi e pão árabe.